# 원리 정몽주 유허비
원리 정몽주 유허비는 대한민국 경상북도 포항시 오천읍 원리에 있는 유허비로, 고려시대 충신 포은 정몽주 선생의 충절을 기리고자 이 지방 유생들이 건립하였다. 2016년 9월 5일 포항시의 향토문화유산(유형) 제2016-01호로 지정되었다.

## 개요
원리 정몽주 유허비는 고려시대 충신 포은 정몽주 선생의 충절을 기리고자 이 지방 유생들이 건립하였다. 이 유허비는 원래 오천읍 구정리에 오천서원과 함께 있었으나 서원이 오천읍 원리로 이건하였고 이후 유허비도 현재 위치로 이건하였다.

## 지정 사유
원리 정몽주 유허비는 고려시대 충신인 포은 정몽주 선생의 충절을 기리고자 이 지방 유생들이 건립하였다.
정몽주는 고려 충숙왕 복위 6년(1337) 12월에 외가인 경북 영천군 임고현 우항리에서 태어난 것으로 알려져 있다. 『迎日鄕校誌』에는 정몽주가 영일정씨로 영일 오천 문충동에서 태어났다고 되어 있다.
이 유허비는 원래 오천읍 구정리에 오천서원과 함께 있었으나 서원이 오천읍 원리로 이건하였고 이후 유허비도 현재 위치로 이건하였다.
유허비는 비대, 비신이 거의 완전하게 남아 있다. 이 유허비는 포은 정몽주 선생의 위업을 널리 알리는 귀중한 사료로 역할 할 수 있는 점 등 문화재로 지정하여 보존할 가치가 있다고 판단되어 향토문화유산으로 지정한다.

## 같이 보기
- 오천서원